# Finland op de Olympische Zomerspelen 1984
Finland nam deel aan de Olympische Zomerspelen 1984 in Los Angeles, Verenigde Staten. De ploeg, bestaande uit 73 mannen en 13 vrouwen, eindigde op de vijftiende plaats in het medailleklassement, dankzij vier gouden, twee zilveren en zes bronzen medailles.

## Medailleoverzicht
| Sport         | Olympiër         | Onderdeel                | Medaille |
| ------------- | ---------------- | ------------------------ | -------- |
| Atletiek      | Arto Härkönen    | speerwerpen (m)          | Goud     |
| Atletiek      | Juha Tiainen     | kogelslingeren (m)       |          |
| Roeien        | Pertti Karppinen | skiff (m)                |          |
| Worstelen     | Jouko Salomäki   | -74kg Grieks-Romeins (m) |          |
| Atletiek      | Tiina Lillak     | speerwerpen (v)          | Zilver   |
| Worstelen     | Tapio Sipilä     | -68kg Grieks-Romeins (m) |          |
| Atletiek      | Arto Bryggare    | 110m horden (m)          | Brons    |
| Boksen        | Joni Nyman       | -67kg (m)                |          |
| Gewichtheffen | Jouni Grönman    | -67,5kg (m)              |          |
| Gewichtheffen | Pekka Niemi      | -100kg (m)               |          |
| Schietsport   | Rauno Bies       | 25m snelvuurpistool      |          |
| Worstelen     | Jukka Rauhala    | -68kg vrije stijl (m)    |          |

## Deelnemers en resultaten per onderdeel

### Atletiek
| Olympiër                   | Onderdeel                | Resultaat | Prestatie                                                                      |
| -------------------------- | ------------------------ | --------- | ------------------------------------------------------------------------------ |
| Antti Loikkanen            | 1500m (m)                | DNF       | serie 1: niet gefinisht                                                        |
| Antti Loikkanen            | 5000m (m)                | 28e       | serie 4: 4de in 13.51,47 halve finale 1: 14de in 13.58,74                      |
| Martti Vainio              | 5000m (m)                | DNF       | serie 1: 2de in 13.45,16 halve finale 2: 8ste in 13.30,48 finale: niet gestart |
| Martti Vainio              | 10000m (m)               | DSQ       | serie 3: 6de in 28.19,25 finale: gediskwalificeerd                             |
| Arto Bryggare              | 110m horden (m)          | Brons     | serie 1: 1ste in 13,35 halve finale 2: 3de in 13,52 finale: 3de in 13,40       |
| Tommy Ekblom               | 3000m steeplechase (m)   | 9e        | serie 3: 6de in 8.29,45 halve finale 1: 3de in 8.20,54 finale: 9de in 8.23,95  |
| Juha Tiainen               | marathon (m)             | 27e       | 2:17.43                                                                        |
| Martti Vainio              | marathon (m)             | DNS       | niet gestart                                                                   |
| Reima Salonen              | 20km snelwandelen (m)    | DNS       | niet gestart                                                                   |
| Reima Salonen              | 50km snelwandelen (m)    | 4e        | 3:58.30                                                                        |
| Erkki Niemi                | hoogspringen (m)         | 9e        | kwalificatie groep A: 8ste met 2,24m finale: 9de met 2,24m                     |
| Kimmo Pallonen             | polsstokhoogspringen (m) | 5e        | kwalificatie groep B: 1ste met 5,40m finale: 5de met 5,45m                     |
| Aulis Akonniemi            | kogelstoten (m)          | 9e        | kwalificatie: 9de met 19,38m finale: 9de met 18,98m                            |
| Arto Härkönen              | speerwerpen (m)          | Goud      | kwalificatie groep B: 3de met 83,06m finale: 1ste met 86,76m                   |
| Raimo Manninen             | speerwerpen (m)          | 13e       | kwalificatie groep A: 9de met 79,24m                                           |
| Tero Saviniemi             | speerwerpen (m)          | 17e       | kwalificatie groep B: 6de met 76,46m                                           |
| Harri Huhtala              | kogelslingeren (m)       | 6e        | kwalificatie groep B: 3de met 73,78m finale: 6de met 75,28m                    |
| Pertti Tiainen             | kogelslingeren (m)       | Goud      | kwalificatie groep A: 3de met 72,68m finale: 1ste met 78,08m                   |
|                            |                          |           |                                                                                |
| Helinä Laihorinne-Marjamaa | 100m (v)                 | 9e        | serie 5: 2de in 11,43 kwartfinale 3: 2de in 11,51 halve finale 1: 5de in 11,37 |
| Helinä Laihorinne-Marjamaa | 200m (v)                 | 14e       | serie 6: 2de in 24,10 kwartfinale 4: 4de in 23,51 halve finale 1: 6de in 23,12 |
| Tuija Helande              | 400m horden (v)          | 7e        | serie 1: 4de in 57,22 halve finale 2: 4de in 56,59 finale: 7de in 56,55        |
| Sinikka Keskitalo          | marathon (v)             | 15e       | 2:35.15                                                                        |
| Tuija Toivonen-Jousimaa    | marathon (v)             | 10e       | 2:32.07                                                                        |
| Ulla Lundholm              | discuswerpen (v)         | 4e        | kwalificatie groep A: 3de met 56,44m finale: 4de met 62,84m                    |
| Tuula Laaksalo             | speerwerpen (v)          | 4e        | kwalificatie groep A: 5de met 60,42m finale: 4de met 66,40m                    |
| Helena Laine               | speerwerpen (v)          | 11e       | kwalificatie groep B: 2de met 61,80m finale: 11de met 58,88m                   |
| Tiina Lillak               | speerwerpen (v)          | Zilver    | kwalificatie groep A: 2de met 63,30m finale: 2de met 69,00m                    |

### Boksen
| Olympiër        | Onderdeel   | Resultaat | Prestatie |
| --------------- | ----------- | --------- | --- |
| Jarmo Eskelinen | -54kg (m)   | 17e       | 1ste ronde: W van TOG Gaitor: 5-0 2de ronde: V van PUR Molina: 0-5                                                                                     |
| Hannu Vuorinen  | -63,5kg (m) | 17e       | 1ste ronde: vrij 2de ronde: V van MEX Robles: 2-3 |
| Joni Nyman      | -67kg (m)   | Brons     | 1ste ronde: vrij 2de ronde: W van CMR Ngangue: 5-0 3de ronde: W van IRL Joyce: 4-1 kwartfinale: W van JAM Frazier: 5-0 halve finale: V van KOR An: 2-3 |
| Pekka Laasanen  | -75kg (m)   | 17e       | 1ste ronde: V van NGR Okorodudu: 0-5 |
| Juha Hänninen   | -81kg (m)   | 17e       | 1ste ronde: V van TAN Nassoro: scheidsrechterlijke beslissing                                                                                          |

### Boogschieten
| Olympiër                 | Onderdeel | Resultaat | Prestatie                                                                              |
| ------------------------ | --------- | --------- | -------------------------------------------------------------------------------------- |
| Kyösti Laasonen          | mannen    | 28e       | 1ste ronde: 24ste met 1229 punten 2de ronde: 29ste met 1214 punten totaal: 2443 punten |
| Tomi Poikolainen         | mannen    | 5e        | 1ste ronde: 4de met 1275 punten 2de ronde: 7de met 1263 punten totaal: 2538 punten     |
| Markku Syrjälä           | mannen    | 49e       | 1ste ronde: 51ste met 1157 punten 2de ronde: 44ste met 1167 punten totaal: 2333 punten |
|                          |           |           |                                                                                        |
| Päivi Meriluoto-Aaltonen | vrouwen   | 5e        | 1ste ronde: 8ste met 1259 punten 2de ronde: 8ste met 1250 punten totaal: 2509 punten   |
| Ulla Rantala             | vrouwen   | 15e       | 1ste ronde: 30ste met 1204 punten 2de ronde: 5de met 1256 punten totaal: 2460 punten   |

### Gewichtheffen
| Olympiër          | Onderdeel   | Resultaat | Prestatie                                                       |
| ----------------- | ----------- | --------- | --------------------------------------------------------------- |
| Arvo Ojalehto     | -56kg (m)   | 7e        | trekken: 8ste met 105kg stoten: 6de met 137,5kg totaal: 242,5kg |
| Uolevi Kahelin    | -60kg (m)   | 7e        | trekken: 11de met 112,5kg stoten: 2de met 155kg totaal: 267,5kg |
| Jouni Grönman     | -67,5kg (m) | Brons     | trekken: 2de met 140kg stoten: 2de met 172,5kg totaal: 312,5kg  |
| Keijo Tahvanainen | -82,5kg (m) | DNF       | trekken: geen geldige poging                                    |
| Pekka Niemi       | -100kg (m)  | Brons     | trekken: 5de met 160kg stoten: 3de met 207,5kg totaal: 367,5kg  |

### Judo
| Olympiër        | Onderdeel       | Resultaat | Prestatie |
| --------------- | --------------- | --------- | --------- |
| Antti Hyvärinen | -71kg (m)       | 19e       |           |
| Seppo Myllylä   | -78kg (m)       | 14e       |           |
| Juha Salonen    | open klasse (m) | 11e       |           |

### Kanovaren
| Olympiër                                                          | Onderdeel     | Resultaat | Prestatie                                                                           |
| ----------------------------------------------------------------- | ------------- | --------- | ----------------------------------------------------------------------------------- |
| Timo Grönlund                                                     | C-1 500m (m)  | 5e        | serie 1: 2de in 2.06,11 halve finale 3: 2de in 2.03,36 finale: 5de in 2.01,00       |
| Timo Grönlund                                                     | C-1 1000m (m) | 4e        | serie 1: 3de in 4.20,39 finale: 4de in 4.15,58                                      |
| Veli-Pekka Harjola                                                | K-1 1000m (m) | 13e       | serie 1: 7de in 4.03,40 herkansingen: 3de in 4.19,40 halve finale 1: 6de in 4.02,70 |
| Ilpo Nieminen Mika Savilahti                                      | K-2 500m (m)  | 11e       | serie 3: 6de in 1.46,70 herkansingen: 2de in 1.40,73 halve finale 3: 4de in 1.38,48 |
| Veli-Pekka Harjola Mikko Kolehmainen Ilpo Nieminen Mika Savilahti | K-4 1000m (m) | 10e       | serie 2: 6de in 3.13,17 herkansingen: 3de in 3.08,33 halve finale 1: 4de in 3.07,97 |

### Moderne vijfkamp
| Olympiër                                 | Onderdeel       | Resultaat | Prestatie    |
| ---------------------------------------- | --------------- | --------- | ------------ |
| Pasi Hulkkonen                           | individueel (m) | 9e        | 5193 punten  |
| Jorma Korpela                            | individueel (m) | 22e       | 4968 punten  |
| Jussi Pelli                              | individueel (m) | 35e       | 4666 punten  |
| Pasi Hulkkonen Jorma Korpela Jussi Pelli | team (m)        | 9e        | 14827 punten |

### Paardensport
| Olympiër      | Onderdeel   | Resultaat | Prestatie                          |
| Dressuur      | Dressuur    | Dressuur  | Dressuur                           |
| ------------- | ----------- | --------- | ---------------------------------- |
| Kyra Kyrklund | individueel | 19e       | kwalificatie: 19de met 1504 punten |

### Roeien
| Olympiër                       | Onderdeel       | Resultaat | Prestatie                                                                        |
| ------------------------------ | --------------- | --------- | -------------------------------------------------------------------------------- |
| Pertti Karppinen               | skiff (m)       | Goud      | serie 1: 1ste in 7.20,93 halve finale 1: 1ste in 7.19,52 finale: 1ste in 7.00,24 |
| Reima Karppinen Aarne Lindroos | dubbel-twee (m) | 8e        | serie 2: 3de in 6.47,74 herkansingen: 4de in 6.44,43                             |

### Schietsport
| Olympiër         | Onderdeel                  | Resultaat | Prestatie                        |
| ---------------- | -------------------------- | --------- | -------------------------------- |
| Mauri Röppänen   | 10m luchtgeweer (m)        | 18e       | 578 punten: (94-97-97-96-97-97)  |
| Mikko Mattila    | 50m geweer 3 houdingen (m) | 26e       | 1135 punten: (396-377-362)       |
| Mauri Röppänen   | 50m geweer 3 houdingen (m) | 15e       | 1142 punten: (394-385-363)       |
| Mikko Mattila    | 50m geweer liggend (m)     | 30e       | 588 punten: (98-96-98-99-99-98)  |
| Mauri Röppänen   | 50m geweer liggend (m)     | 13e       | 592 punten: (99-99-98-100-98-98) |
| Paavo Palokangas | 50m pistool (m)            | 8e        | 558 punten: (94-94-92-93-91-94)  |
| Rauno Bies       | 25m snelvuurpistool (m)    | Brons     | 591 punten: (298-293)            |
| Jorma Lievonen   | 50m bewegend doel (m)      | 7e        | 576 punten: (293-283)            |
|                  |                            |           |                                  |
| Sirpa Ylönen     | 10m luchtgeweer (v)        | 8e        | 383 punten: (99-98-92-94)        |
| Sirpa Ylönen     | 50m geweer 3 houdingen (v) | 12e       | 567 punten: (192-190-185)        |
|                  |                            |           |                                  |
| Juha Mäkelä      | skeet                      | 36e       | 186 punten                       |
| Bror Nyström     | skeet                      | 19e       | 191 punten                       |
| Timo Nieminen    | trap                       | 4e        | 191 punten                       |
| Matti Nummela    | trap                       | 33e       | 177 punten                       |

### Schoonspringen
| Olympiër        | Onderdeel    | Resultaat | Prestatie                                                        |
| --------------- | ------------ | --------- | ---------------------------------------------------------------- |
| Juha Ovaskainen | 3m plank (m) | 11e       | voorronde: 12de met 532,17 punten finale: 11de met 548,55 punten |

### Wielersport
| Olympiër                                                         | Onderdeel                     | Resultaat | Prestatie                      |
| Baan                                                             | Baan                          | Baan      | Baan                           |
| ---------------------------------------------------------------- | ----------------------------- | --------- | ------------------------------ |
| Sixten Wackström                                                 | individuele achtervolging (m) | 20e       | kwalificatie: 20ste in 4.59,94 |
| Weg                                                              |                               |           |                                |
| Harry Hannus                                                     | wegwedstrijd (m)              | 31e       | 5:11.43                        |
| Harri Hedgren                                                    | wegwedstrijd (m)              | DNF       | niet gefinisht                 |
| Kari Myyryläinen                                                 | wegwedstrijd (m)              | 25e       | 5:11.43                        |
| Patrick Wackström                                                | wegwedstrijd (m)              | 38e       | 5:15.27                        |
| Harry Hannus Kari Myyryläinen Patrick Wackström Sixten Wackström | ploegentijdrit (m)            | 13e       | 2:08.17                        |

### Worstelen
| Olympiër           | Onderdeel   | Resultaat   | Prestatie |
| Vrije stijl        | Vrije stijl | Vrije stijl | Vrije stijl |
| ------------------ | ----------- | ----------- | --- |
| Jukka Rauhala      | -68kg (m)   | Brons       | groep A: 2de W van EGY Hamed W van GRE Athanassiadis W van GBR Bayliss V van USA Rein W van AUS Kelevitz bronzen finale: W van JPN Kamimura |
| Pekka Rauhala      | -74kg (m)   | 8e          | groep A: 4de V van USA Schultz W van COL Salas W van TUR Sagan W van KOR Han V van YUG Sejdi                                                |
| Jouni Ilomäki      | -82kg (m)   | 13e         | groep A: 7de V van SWE Lundell V van AUT Busarello                                                                                          |
| Grieks-Romeins     |             |             | |
| Jukka-Pekka Tanner | -48kg (m)   | 11e         | groep A: 6de W van SWE Andersson |
| Taisto Halonen     | -52kg (m)   | 6e          | groep B: 3de W van ECU Garces W van EGY Fathalla W van TUR Kemah V van CHN Hu V van MEX Aceves 5-6de plek: V van NOR Ronningen              |
| Ilpo Seppälä       | -57kg (m)   | 11e         | groep A: 6de W van NOR Sigde V van SWE Ljjungbeck                                                                                           |
| Hannu Lahtinen     | -62kg (m)   | 9e          | groep B: 5de V van JPN Osanai W van AUT Nigsch W van MAR Loksairi V van EGY Bekhit                                                          |
| Tapio Sipilä       | -68kg (m)   | Zilver      | groep B: 1ste W van SWE Svensson W van ARG Goldstein W van SYR Al-Nakdali W van EGY Ibrahim W van USA Martinez finale: V van YUG Lisjak     |
| Jouko Salomäki     | -74kg (m)   | Goud        | groep B: 1ste W van IRQ Faris W van ROU Rusu W van CAN Stuebing W van EGY Hamad V van YUG Kasap finale: W van SWE Tallroth                  |
| Jarmo Övermark     | -82kg (m)   | 6e          | groep B: 3de V van YUG Petkovic W van ITA Razzino W van GRE Thanopoulos 5-6de plek: W van EGY El-Ashram                                     |
| Toni Hannula       | -90kg (m)   | 7e          | groep A: 4de W van CAN Kallos V van USA Fraser V van GRE Pozidis                                                                            |

### Zeilen
| Olympiër                            | Onderdeel | Resultaat | Prestatie                           |
| ----------------------------------- | --------- | --------- | ----------------------------------- |
| Esko Rechardt                       | finn      | 14e       | 105,7 punten: (6-12-16-12-9-DNF-15) |
| Johan von Koskull Peter von Koskull | 470       | 6e        | 67,4 punten: (4-6-6-7-5-18-7)       |
| Pekka Narko Juha Valtanen           | tornado   | 16e       | 109,0 punten: (12-11-16-12-17-8-4)  |

### Zwemmen
| Olympiër          | Onderdeel           | Resultaat | Prestatie               |
| ----------------- | ------------------- | --------- | ----------------------- |
| Martti Järventaus | 100m schoolslag (m) | 29e       | serie 6: 4de in 1.06,21 |
| Martti Järventaus | 200m schoolslag (m) | 27e       | serie 1: 4de in 2.26,96 |
|                   |                     |           |                         |
| Maarit Sihvonen   | 100m vrije slag (v) | 18e       | serie 3: 3de in 58,51   |
| Maarit Sihvonen   | 100m schoolslag (v) | 24e       | serie 1: 6de in 1.14,85 |
| Maarit Sihvonen   | 200m wisselslag (v) | 11e       | serie 3: 4de in 2.21,85 |

Algerije · Amerikaanse Maagdeneilanden · Andorra · Antigua en Barbuda · Argentinië · Australië · Bahama’s · Bahrein · Bangladesh · Barbados · België · Belize · Benin · Bermuda · Bhutan · Birma · Bolivia · Bondsrepubliek Duitsland · Botswana · Brazilië · Britse Maagdeneilanden · Canada · Centraal-Afrikaanse Republiek · Chili · China · Chinees Taipei · Colombia · Congo-Brazzaville · Costa Rica · Cyprus · Denemarken · Djibouti · Dominicaanse Republiek · Ecuador · Egypte · El Salvador · Equatoriaal-Guinea · Fiji · Filipijnen · Finland · Frankrijk · Gabon · Gambia · Ghana · Grenada · Griekenland · Groot-Brittannië · Guatemala · Guinee · Guyana · Haïti · Honduras · Hongkong · Ierland · IJsland · India · Indonesië · Irak · Israël · Italië · Ivoorkust · Jamaica · Japan · Joegoslavië · Jordanië · Kaaimaneilanden · Kameroen · Kenia · Koeweit · Lesotho · Libanon · Liberia · Liechtenstein · Luxemburg · Madagaskar · Malawi · Maleisië · Mali · Malta · Marokko · Mauritanië · Mauritius · Mexico · Monaco · Mozambique · Nederland · Nederlandse Antillen · Nepal · Nicaragua · Nieuw-Zeeland · Niger · Nigeria · Noord-Jemen · Noorwegen · Oeganda · Oman · Oostenrijk · Pakistan · Panama · Papoea-Nieuw-Guinea · Paraguay · Peru · Portugal · Puerto Rico · Qatar · Roemenië · Rwanda · Salomonseilanden · Samoa · San Marino · Saoedi-Arabië · Senegal · Seychellen · Sierra Leone · Singapore · Soedan · Somalië · Spanje · Sri Lanka · Suriname · Swaziland · Syrië · Tanzania · Thailand · Togo · Tonga · Trinidad en Tobago · Tsjaad · Tunesië · Turkije · Uruguay · Venezuela · Verenigde Arabische Emiraten · Verenigde Staten · Zaïre · Zambia · Zimbabwe · Zuid-Korea · Zweden · Zwitserland